# ラジャ・ベル

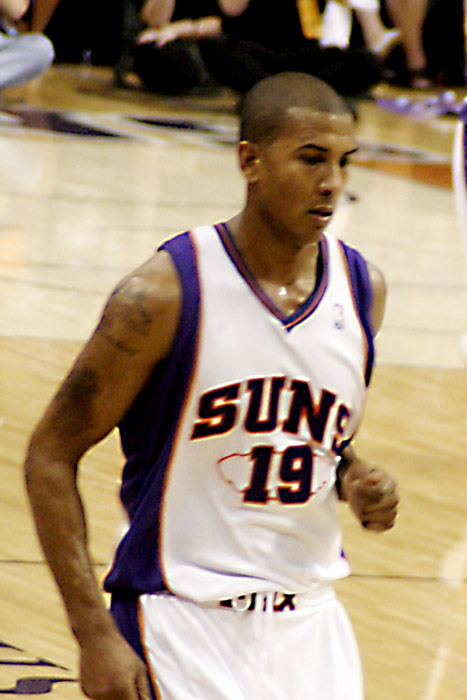
フェニックス・サンズ時代のベル

ラジャ・ベル（Raja Bell, 1976年9月19日 - ）は、アメリカ領ヴァージン諸島の元プロバスケットボール選手。アメリカ領ヴァージン諸島セント・クロイ島出身。ポジションはシューティングガード。アメリカ領ヴァージン諸島代表として国際大会への参加経験もある。

## 経歴
1999年、北米の独立リーグであるCBAのヤカマ・サンキングスから全体29位指名を受けた。1999-00シーズンをサンキングスでプレイし、その年のオールルーキーチームにも選出された。
2000年8月2日にサンアントニオ・スパーズとの契約に合意したが、シーズン開幕前に解雇された。その後、前年に所属したサンキングスと再び契約。2001年4月16日にフィラデルフィア・76ersとの10日間契約に合意し、NBA選手としてのキャリアをスタートさせた。2000-01シーズンの最後5試合でのプレイだったが､プレイオフでも23試合中15試合に短い時間ながらも出場した。特にイースタン・カンファレンス決勝のミルウォーキー・バックスとの第7戦でベルは2桁得点をあげてチームが勝利することに貢献した。NBAファイナルでも5試合全てに出場した。2001-02シーズンはシクサーズで74試合に出場、平均3.4得点でプレイオフでもボストン・セルティックスに敗れた5戦のうち、3戦に出場した。
2002年8月にはスペインリーグ1部リーガACBのタウ・セラミカと契約したが9月に解雇された。その後、2002年10月1日にダラス・マーベリックスと契約すると、75試合中に出場した。その内、32試合で先発出場を果たした。平均15.6分出場、3.4得点を記録した。2002-03シーズンのプレイオフではカンファレンス決勝までの17試合に出場し、平均5.7得点、3.0リバウンドを記録した。
2003年9月26日にユタ・ジャズとの契約に合意した。このシーズン、82試合全てに出場して、先発したのは4試合だったが、平均24.6分の出場で11.2得点、2.9リバウンド、1.3アシストを記録した。2004-05シーズンはさらに成績は上向き、63試合の出場に留まったが、平均12.3得点、3.2リバウンド、1.4アシストを記録した。
2005年8月3日にフェニックス・サンズとの契約に合意した。これまではオフェンスよりもディフェンスで貢献する選手とされていたが、スティーブ・ナッシュによってシューターとしての才能を開花させると、79試合に先発出場して、37.5分出場、14.7得点をあげた。また、この年キャリア最高の3ポイントシュート成功率44.2%をマークした。オールスターゲームにおけるスリーポイントコンテストのメンバーに選ばれたが、家族の病気のため辞退、代わりにギルバート・アリーナスが出場した。プレイオフのロサンゼルス・クリッパーズ戦ではオーバータイムに3ポイントシュートを残りわずかのところで決めるなど、シリーズの勝利に貢献した。2006-07シーズンはランアンドガン主体のサンズにいながらNBAオールディフェンシブファーストチームに選出され、初の個人タイトルを受賞する。特に，74ものオフェンスファウルを誘った事は特筆に値する。個人スタッツは前シーズンとほぼ同じ水準を維持し、チームはリーグ2位の勝率でレギュラーシーズンを終えたが、プレイオフではカンファレンスセミファイナルでサンアントニオ・スパーズに敗れた。

## 個人成績

### NBA

#### レギュラーシーズン
| シーズン | チーム | GP  | GS  | MPG  | FG%  | 3P%   | FT%   | RPG | APG | SPG | BPG | PPG  |
| -------- | ------ | --- | --- | ---- | ---- | ----- | ----- | --- | --- | --- | --- | ---- |
| 2000–01  | PHI    | 5   | 0   | 6.0  | .286 | .333  | .000  | .2  | .0  | .2  | .0  | 1.0  |
| 2001–02  | PHI    | 74  | 12  | 12.0 | .429 | .273  | .750  | 1.5 | 1.0 | .3  | .1  | 3.4  |
| 2002–03  | DAL    | 75  | 32  | 15.6 | .441 | .412  | .676  | 1.9 | .8  | .7  | .1  | 3.1  |
| 2003–04  | UTA    | 82  | 4   | 24.6 | .409 | .373  | .786  | 2.9 | 1.3 | .8  | .2  | 11.2 |
| 2004–05  | UTA    | 63  | 32  | 28.4 | .454 | .403  | .747  | 3.2 | 1.4 | .7  | .1  | 12.3 |
| 2005–06  | PHX    | 79  | 79  | 37.5 | .457 | .442  | .788  | 3.2 | 2.6 | 1.0 | .3  | 14.7 |
| 2006–07  | PHX    | 78  | 78  | 37.4 | .432 | .413  | .776  | 3.2 | 2.5 | .6  | .3  | 14.7 |
| 2007–08  | PHX    | 75  | 75  | 35.3 | .421 | .401  | .868  | 3.7 | 2.2 | .7  | .4  | 11.9 |
| 2008–09  | PHX    | 22  | 22  | 32.4 | .429 | .468  | .762  | 2.9 | 1.3 | .6  | .1  | 9.6  |
| 2008–09  | CHA    | 45  | 44  | 35.6 | .440 | .395  | .877  | 4.0 | 2.5 | .8  | .1  | 13.0 |
| 2009–10  | CHA    | 5   | 5   | 31.4 | .436 | .375  | 1.000 | 4.2 | 2.0 | .8  | .4  | 12.0 |
| 2009–10  | GSW    | 1   | 0   | 23.0 | .667 | 1.000 | .000  | 2.0 | 3.0 | .0  | .0  | 11.0 |
| 2010–11  | UTA    | 68  | 63  | 30.8 | .409 | .352  | .892  | 2.6 | 1.7 | .8  | .2  | 8.0  |
| 2011–12  | UTA    | 34  | 33  | 23.4 | .466 | .391  | .840  | 1.4 | 1.1 | .4  | .1  | 6.4  |
| 通算     | 通算   | 706 | 479 | 28.1 | .434 | .406  | .799  | 2.8 | 1.7 | .7  | .2  | 9.9  |

#### プレーオフ
| シーズン | チーム | GP | GS | MPG  | FG%  | 3P%  | FT%  | RPG | APG | SPG | BPG | PPG  |
| -------- | ------ | -- | -- | ---- | ---- | ---- | ---- | --- | --- | --- | --- | ---- |
| 2001     | PHI    | 15 | 0  | 8.3  | .444 | .250 | .571 | .9  | .5  | 1.0 | .0  | 2.3  |
| 2002     | PHI    | 3  | 0  | 2.7  | .333 | .000 | .000 | .3  | .0  | .0  | .0  | .7   |
| 2003     | DAL    | 17 | 7  | 17.9 | .548 | .462 | .550 | 3.0 | 1.6 | .3  | .0  | 5.7  |
| 2006     | PHX    | 17 | 17 | 39.6 | .479 | .465 | .829 | 2.8 | 2.2 | .6  | .2  | 13.6 |
| 2007     | PHX    | 11 | 11 | 39.8 | .460 | .444 | .857 | 3.0 | 1.8 | .9  | .2  | 10.2 |
| 2008     | PHX    | 5  | 5  | 43.0 | .568 | .650 | .813 | 5.6 | 2.2 | .4  | .2  | 13.6 |
| 通算     | 通算   | 68 | 40 | 25.9 | .492 | .466 | .743 | 2.6 | 1.5 | .6  | .1  | 8.0  |

## 代表歴
2001年、アルゼンチンネウケンで開催された2002年世界選手権のアメリカ大陸予選を兼ねたFIBAアメリカ選手権にヴァージン諸島代表の一員として参加。チームのエースとして7位入賞に貢献。